# 新垣雄久
新垣 雄久（あらかき たけひさ、1930年<昭和5年> - 2021年 <令和3年> 7月21日）は、日本の地方公務員。沖縄県教育長、同出納長、同副知事、沖縄県平和祈念財団会長を歴任。勲三等瑞宝章受章。

## 経歴
本部町出身。沖縄戦で父母、弟妹の家族４人を失った。沖縄県立知念高等学校卒業。1957年 琉球政府職員となり、本土復帰後は沖縄県庁で総務部長、沖縄県教育委員会教育長を経て、1984年10月 出納長、1987年1月 副知事。沖縄国体では皇太子時代の上皇明仁・上皇后美智子夫妻の案内役を務めた。1989年1月 副知事退任。
退任後、沖縄県社会福祉協議会会長、同県平和祈念財団会長。2021年7月21日午後8時39分、那覇市の病院で死去。91歳没。

## 栄典
平成12年秋の叙勲で勲三等瑞宝章を受章